# How many Kropogs to Cape Cod?
How many Kropogs to Cape Cod? es el 107mo episodio de la serie de televisión norteamericana Gilmore Girls.

## Resumen del episodio
El empezar la pasantía en el periódico de Mitchum Huntzberger no le resulta muy fácil a Rory, sin embargo con ciertos consejos y recomendaciones de Logan logra un buen desenvolvimiento; Emily y Richard se enteran de la cena de Rory y Logan en casa de los Huntzberger, y deciden invitar al nuevo novio de su nieta a cenar con ellos. Lorelai también quiere ir, para conocer mejor a Logan, pero Rory le dice que si quiere conocer a Logan deberá avisarle a Emily que irá. De este modo, Lorelai habla con su madre, pero ésta le responde que si va a ir a la cena de ese viernes, a la cual Logan asistirá, deberá también ir a las otras cenas. Por otra parte, Taylor ve que el museo no logró la gran acogida que se esperaba, y decide cerrarlo, para alegría de Luke, pues ahora la casa se pondrá en venta. Durante la cena, tanto Emily y Richard se sienten a gusto con Logan, una opinión que Lorelai no comparte con ellos; los viejos Gilmore le reclaman a Lorelai por su extraña actitud y esta les responde que no intenten decirles de forma indirecta que se casen. Y Lorelai conoce a un inversor de hoteles, con el que ella tiene una reunión y luego podría viajar más adelante; Luke al principio no quería mucho que ella se reuniera con él, pero luego cambia de opinión.

## Curiosidades
- Logan se saca la caja de Emily del bolsillo opuesto del que se la colocó originalmente.
- Cuando Rory habla con Lorelai, ella va caminando y pasa un señor pelo guero, regresa la escena de Rory, de nuevo Lorelai y vuelve a pasar el señor pero con una bolsa de compras.

- Datos: Q5903592